# テリー・ケイ
テリー・ケイ（Terry Kay、1938年2月10日 - 2020年12月12日）は、アメリカジョージア州生まれの作家。

## 略歴
ウエスト・バージニア大学とラグランジュ大学を卒業し、映画やスポーツの評論などを執筆。その後、小説も書き始める。1990年、『白い犬とワルツを』がヒットし、全米で有名になる。同作品は日本でも翻訳されてベストセラーとなり、映画化もされた。その他の作品として『光の谷間』、『危険な匂いのする男』、『そして僕は家を出る』などがある。『白い犬とワルツを』のヒットからファンタジー作家と思われがちだが、故郷であるアメリカ南部を舞台にしたミステリ要素の強い作品も書いている。

## 著作
- The Year the Lights Came On (1976)
- After Eli (1981)
  - 危険な匂いのする男 - 扶桑社ミステリー文庫（2002年）
- Dark Thirty (1984)
  - ダーク・サーティ - 扶桑社ミステリー文庫（2003年）
- To Dance with the White Dog (1990)
  - 白い犬とワルツを - 新潮社（1995年）、新潮文庫（1998年）
- To Whom the Angel Spoke: A Story of the Christmas (1991)
- Shadow Song (1994)
  - キャッツキルの夏の恋 - 新潮文庫（1996年）
- The Runaway (1997)
  - そして僕は家を出る - 講談社文庫（2002年）
- The Kidnapping of Aaron Greene (1999)
- Taking Lottie Home (2000)
  - ロッティー、家へ帰ろう - 新潮社（2005年）、新潮文庫（2007年）
- Special K: The Wisdom of Terry Kay (2000)
- The Valley of Light (2003)
  - 光の谷間 - バジリコ（2004年）
- The Book of Marie (2007)
- Bogmeadow's Wish (2011)
- The Greats of Cuttercane: The Southern Stories (2011)
- The Seventh Mirror (2013)
- Song of the Vagabond Bird (2014)
- The Forever Wish of Middy Sweet (2020)